# Южное (Дагестан)
Южное (станица Южненская) — село на юге Кизлярского района Дагестана. Административный центр сельского поселения «Сельсовет «Южный»».

## Географическое положение
Населённый пункт расположен у канала Широкий, у юго-восточной окраины города Кизляр.
Граничит на севере с городом Кизляром, на северо-востоке — с селом Аверьяновка, на юге — с Речным.

## История
В 1932 году на базе нескольких мелких виноградарческих хозяйств был организован колхоз «Победа», положивший начало селу.

## Население
| 1970 | 1989 | 2002  | 2010  | 2021  |
| ---- | ---- | ----- | ----- | ----- |
| 707  | ↗989 | ↗1429 | ↗1791 | ↗2673 |

Национальный состав
По данным Всероссийской переписи населения 2010 года:
| № | Национальность | Численность, чел. | Доля   |
| - | -------------- | ----------------- | ------ |
| 1 | аварцы         | 871               | 48,6 % |
| 2 | русские        | 486               | 27,1 % |
| 3 | даргинцы       | 238               | 13,3 % |
| 4 | лезгины        | 107               | 6,0 %  |
| 5 | кумыки         | 28                | 1,6 %  |
| 6 | другие         | 61                | 3,4 %  |

По данным Всероссийской переписи населения 2010 года, в селе проживало 1791 человек (873 мужчины и 918 женщин).